# 16 Verlustarten nach JIPM
Die 16 Verlustarten nach JIPM (Japan Institute of Plant Maintenance) ist ein in den letzten 30 Jahren entwickeltes Schema, das es ermöglicht, Zustände an Maschinen zu kategorisieren. Ziel ist es, Stillstände, Störungen, abnehmende Produktionsgeschwindigkeit, fehlende Ressourcen direkt zu benennen, um gezielt Abstellmaßnahmen für diese Vorkommnisse einzuleiten und so die Anlageneffektivität und -lebensdauer zu erhöhen. Eingesetzt wird dies im Rahmen der TPM-Systematik.

## Anwendung
Anwendung finden diese 16 Verlustarten überwiegend in der Industrie. Störungen und Stillstände an Maschinen und von Prozessen können somit transparent gemacht werden. Dadurch entsteht die Möglichkeit, gezielt auf Missstände und Störungen einzuwirken und die Ursachen zu erkennen und abzustellen.
Die Aufzeichnung der Vorkommnisse ist auch Grundlage für Prozessverbesserungs-Strategien wie Six Sigma, Kaizen oder KVP.

## Drei Kategorien
Die 16 Verlustarten sind in drei Kategorien eingeteilt:
- Maschinen und Anlagen
- Mitarbeiter
- Ressourcen

Bei „Maschinen und Anlagen“ oder auch „Hauptverluste“ werden alle Vorkommnisse notiert, die auf das Produktionssystem zurückzuführen sind.
Bei der Kategorie „Mitarbeiter“ oder auch „Verluste menschliche Arbeit“ werden die Vorkommnisse aufgenommen, die aufgrund von menschlichen Versäumnissen entstanden sind.
Bei der Kategorie „Ressource“ oder auch „Verluste der Produktion“ sind Vorkommnisse zu notieren, die durch Hilfsmittel oder Fertigungsmedien (z. B. Druckluft, Strom …) entstanden sind.

## Kategorie Maschinen und Anlagen
Die ersten acht Verluste, die sogenannten acht großen Verluste, beeinträchtigen die Effizienz der Produktionseinrichtungen:
- Anlagenausfälle
- Umrüsten und Einstellen
- Werkzeugwechsel
- Anfahrverluste
- Kurzstillstände / Leerlauf
- Geschwindigkeitsverluste
- Ausschuss / Nacharbeit
- geplante Stillstände / Shutdown

Die Verluste durch Anlagenausfälle entstehen durch sporadische oder chronische Fehler an den Produktionseinrichtungen und gehen mit einer Reduzierung der Ausbringungsmenge (Maschine steht und kann nicht produzieren) und/oder mit einer Erhöhung von Qualitätsproblemen einher. Ziel muss es sein, Null-Anlagenausfälle zu erreichen.
Auch während des Verlustes Umrüsten und Einstellen, also dem Umbau von einem Produkt auf das nächste, steht die Maschine und kann nicht produzieren. Viele Unternehmen haben bereits Rüstzeitreduzierungsworkshops abgehalten um Rüstzeiten im einstelligen Minutenbereich zu erzielen ('Single Minute Exchange of Dies – SMED', entwickelt von Shigeo Shingo in Japan). Dies erfolgt durch die Trennung von internen und externen Tätigkeiten. Bislang vernachlässigt worden sind die Einstellzeiten. Ziel muss es sein, dass bereits das erste Teil die Maschine in gutem Zustand verlässt (first-time-right).
Bei der Verlustart Werkzeugwechsel entstehen Verluste durch den Austausch von Werkzeugen, wie z. B. Drehmeißel. Als Ursache kommt normale Abnutzung oder Werkzeugbruch in Frage.
Anfahrverluste entstehen in dem Zeitraum vom Maschinenanlauf nach Reparaturen, Schichtbeginn oder anderen Stillständen, bis die Maschine zuverlässig einwandfreie Qualität produziert. Neben dem Verlust an produktiver Zeit entstehen häufig Stückzahlverluste durch Ausschuss.
Für die Verlustart Stillstände und Leerlauf sind kurzzeitige Funktionsstörungen bis zu 10 Minuten die Ursache. Sie sind einfach zu beheben, beispielsweise durch Entfernen eines verklemmten Werkstücks, durch Reinigung eines Sensors oder durch Beheben eines Staus in der Materialzuführung. Obwohl es sich auf den ersten Blick um zu vernachlässigende Probleme handelt, beeinträchtigen sie teilweise erheblich die Produktivität. Zu ihrer Beseitigung ist es wichtig, den Ursachen des auftretenden Phänomens genau auf den Grund zu gehen.
Die Verlustart Geschwindigkeitsverluste entsteht durch zu langsam laufende Maschinen oder Anlagen. Dabei wird entweder die bei der Konstruktion vorgesehene Geschwindigkeit nicht erreicht, oder die gewählte Geschwindigkeit entspricht nicht dem aktuell technisch Machbaren. Häufig wird bei Qualitätsproblemen die Laufgeschwindigkeit einer Maschine reduziert, ohne den eigentlichen Ursachen auf den Grund zu gehen. Zudem sind häufig die optimalen Geschwindigkeiten den Mitarbeitern nicht durchgängig bekannt.
Bei Ausschuss und Nacharbeit entsteht eine Reduzierung des Produktionsvolumens durch defekte Produkte oder durch Produkte, die nachgebessert werden müssen. Die Nacharbeit belegt häufig nochmals die Maschinen oder Prozess und es kann nicht regulär produziert werden.+
Die achte Verlustart geplante Stillstände reduziert die zur Verfügung stehende Produktionszeit: (Shutdown): Sie entstehen beispielsweise durch vorbeugende Wartungsmaßnahmen oder den vorbeugenden Austausch von Verschleißteilen. Dadurch wird die zur Verfügung stehende Laufzeit reduziert. Die Maßnahmen sind zwar unerlässlich, es ist jedoch auch in diesem Fall möglich, Aktivitäten zur Reduzierung der erforderlichen Zeitspanne zu ergreifen. Beispielhaft genannt seien hier die Standardisierung der Tätigkeiten und der Einsatz der Rüstzeitoptimierungsmethoden (z. B. SMED).

## Kategorie Mitarbeiter
Die fünf Verlustarten in der Kategorie „Mitarbeiter“ beeinträchtigen die Effizienz der menschlichen Arbeit. Sie haben unmittelbar Auswirkungen auf die produktiv genutzte Arbeitszeit der Mitarbeiter:
- Managementverluste
- Bewegung
- Linienorganisation
- Logistik
- Messen / Einstellen

Managementverluste entstehen durch Versäumnisse des Managements, z. B. Wartezeiten durch fehlendes Material oder fehlende Anweisungen für die Mitarbeiter. Zu den Managementverlusten gehören aber auch Überproduktion und zu hohe Lagerbestände, die durch mangelnde Planungsprozesse entstehen.
Bewegungen entstehen durch schlechte Anordnung am Arbeitsplatz, schlecht in den optimalen Arbeitsabläufen geschulten Mitarbeitern und durch schlechtes Werkslayout.
Falsche Linienorganisation entstehen durch Wartezeiten aufgrund schlecht abgestimmter Fertigungslinien oder durch schlecht geplante Mehrmaschinenbedienung.
Unzureichende Logistik wird dadurch sichtbar, dass die Produktion durch logistische Aktivitäten wie Be- und Entladen ruht. Verluste entstehen in diesem Bereich aber auch durch unnötige Transportvorgänge.
Messen und Einstellen sind auf die Durchführung von Qualitätskontrollvorgängen wie z. B. Oberflächenprüfung o. ä. zurückzuführen.

## Kategorie Ressourcen
Die letzten drei Verlustarten verhindern die effiziente Nutzung der Produktionsressourcen:
- Energieverluste
- Mengenverluste
- Formen, Vorrichtungen, Werkzeuge

Energieverluste entstehen durch den nachlässigen Umgang mit Strom, Druckluft, Dampf, Luft, Wasser usw. Häufig laufen unnötig Förderbänder, der Druck in den Druckluftleitungen ist zu hoch oder die Druckluftanschlüsse lecken.
Mengenverluste oder auch „Ausbeuteverluste“ beziehen sich auf die in der Produktion eingesetzten Materialien. Die Verluste entstehen beispielsweise durch überdimensionierte Wandstärken oder im Produktionsprozess unzureichend ausgenutzte Rohstoffe.
Bei Formen, Vorrichtungen und Werkzeuge entstehen die Verluste beispielsweise durch Produktänderungen, die neue Werkzeuge erforderlich machen oder durch Werkzeugbruch.

## Umsetzung
Das Erfassen der oben genannten Verluste kann mit guten Prozessdatenmanagement-Systemen vorgenommen werden. Viele Maschinen oder Prozesse sind aber noch nicht für die automatische Erfassung vorbereitet oder darauf ausgelegt. Im Rahmen der Industrie 4.0 wird es aber möglich werden, dass Maschinen oder Prozesse mit Sensoriken ausgestattet werden, die entsprechende Parameter erfassen können.
Solange dies aber noch nicht möglich ist, wird die Erfassung manuell durch den Mitarbeiter vor Ort prozessnah vorgenommen. Hilfsmittel sind hierbei ein vorbereitetes Erfassungsblatt oder eine Excel-Liste.